# Chino Moreno
Chino Moreno, född Camillo Wong Moreno den 20 juni 1973, i Sacramento, Kalifornien, är en amerikansk gitarrist och sångare i bandet Deftones. Han har även under åren haft en rad sidoprojekt, så som Team Sleep, Crosses, Saudade och Palms.
Namnet "Chino" är spanska för kines, vilket han tog eftersom hans mamma är delvis kines.
Han är den tredje i en syskonskara på fem.
Moreno växte upp i Oak Park-området och gick på McClatchy High School, där han träffade Abe Cunningham och Stephen Carpenter, som han bildade Deftones med 1988.

## Diskografi

### Album med Deftones
- 1995 – Adrenaline
- 1997 – Around the Fur
- 2000 – White Pony
- 2003 – Deftones
- 2006 – Saturday Night Wrist
- 2008 – Eros (inspelad 2008, men outgivet)
- 2010 – Diamond Eyes
- 2012 – Koi No Yokan
- 2016 – Gore
- 2020 – Ohms

### Album med Team Sleep
- 2005 – Team Sleep
- 2015 – Woodstock Sessions Vol. 4

### Med Crosses
- 2014 – Crosses

### Med Palms
- 2013 – Palms